# Бьелица, Ненад
Не́над Бе́лица (сербохорв. Nenad Bjelica / Ненад Бјелица; род. 20 августа 1971, Осиек) — хорватский футбольный тренер, ранее выступавший как футболист на позиции полузащитника.

## Клубная карьера
Ненад Белица родился 20 августа 1971 года в городе Осиек, Югославия. Его отец Божо был черногорцем, а мать Мирьяна — хорваткой. Свою футбольную карьеру начал в местном «Металаце», но уже скоро перешёл в «Осиек».
В 1993 году перешёл в «Альбасете», с которым дошёл до полуфинала Кубка Испании в сезоне 1994/95. В 1996 году стал игроком клуба «Реал Бетис», в составе которого стал финалистом Кубка Испании 1996/97. В 1998 году перешёл в «Лас-Пальмас». В тот период футболист страдал от частых травм и в 1999 году вернулся в «Осиек». В составе хорватского клуба вновь набрал хорошую форму и в 2000 году был признан футболистом года в Хорватии.
Год спустя, в 2001 году, начал играть за «Кайзерслаутерн». В составе немецкого клуба дошёл до полуфинала Кубка УЕФА 2000/01. В 2004 году Белица перешёл в «Адмиру Ваккер Мёдлинг», с которой в сезоне 2005/06 занял последнее место в таблице австрийской Бундеслиги и вылетел во Вторую лигу. По этой причине перешёл в 2006 году в «Кернтен», также выступавший во Второй лиге. 15 сентября 2007 года, будучи капитаном команды, сменил Рихарда Хубера на посту главного тренера и был играющим тренером до завершения профессиональной карьеры в июне 2008 года.

## Карьера в сборной
В 1993 году Ненад Белица играл за молодёжную сборную Хорватии, в 2001 году за сборную Хорватии В.
За главную сборную страны дебютировал в феврале 2001 года в товарищеском матче против сборной Австрии. Принял участие на Евро-2004, появившись на поле в матчах против сборных Швейцарии и Франции. Всего за сборную сыграл 9 матчей.

## Тренерская карьера

### «Кернтен» и «Лустенау 07»
Начал тренерскую карьеру будучи играющим тренером «Кернтена» 15 сентября 2007 года. Из-за создания «Аустрии» (Клагенфурт) клуб испытывал серьёзные трудности, лишившись главного спонсора и ряда ключевых игроков. По результатам сезона клуб вылетел в региональную лигу. В конце сезона Белица закончил карьеру игрока, оставшись на посту главного тренера клуба. В январе 2009 года клуб прекратил выступления из-за финансовых проблем, после чего Белица покинул команду.
В марте 2009 года возглавил клуб «Лустенау 07» и помог клубу избежать вылета из Второй лиги Австрии в сезоне 2008/09. В декабре 2009 года был уволен после неудовлетворительных результатов.

### «Вольфсберг»
Весной 2010 года стал главным тренером «Вольфсберга» и привёл клуб к победе в Региональной лиге «Центр». После этого клуб обыграл «Парндорф» в стыковых матчах и вышел во Вторую лигу.
В сезоне 2010/11 клуб закрепился в середине таблицы Второй лиги. Уже в следующем сезоне клуб под руководством Белицы выиграл Вторую лигу и впервые в своей истории вышел в Бундеслигу. Сезон 2012/13 команда закончила на пятом месте, отстав лишь на 1 очко от четвёртого места, дающего право выступления в квалификации Лиги Европы.

### «Аустрия» Вена
Стремительный успех Белицы в качестве тренера «Вольфсберга» привлёк внимание венской «Аустрии», договорившейся с президентом «Вольфсберга» Дитмаром Риглером о переходе тренера за 350 тысяч евро. Ненад Белица смог вывести «Аустрию» в групповой этап Лиги чемпионов впервые в истории клуба, обыграв в последнем квалификационном раунде «Динамо» (Загреб). Однако участие в еврокубках негативно отразилось на выступлениях в чемпионате, и после 23 туров «Аустрия», будучи действующим чемпионом, была в таблице лишь пятой. После ничейного результата 16 февраля 2014 года в матче против «Винер-Нойштадта» Белица был уволен.

### «Специя»
В июне 2014 года Белица стал тренером итальянской «Специи», выступавшей в Серии B. Первый сезон прошёл для команды успешно, и она заняла пятое место и приняла участие в стыковых матчах за выход в Серию А. В ноябре 2015 года Белица был уволен после серии из семи матчей без побед и 15-го места в чемпионате.

### «Лех»
В августе 2016 года возглавил польский «Лех» после неудачного старта сезона, в котором клуб выиграл лишь дважды после семи игр. Под руководством Белицы «Лех» закончил сезон 2016/17 на третьем месте, отстав от чемпионской «Легии» всего на 2 очка. За 2 тура до конца сезона 2017/18 Белица был уволен с поста тренера «Леха», занимавшего третье место в чемпионате.

### «Динамо» (Загреб)
Спустя всего несколько дней после увольнения из «Леха» Белица возглавил многократных чемпионов Хорватии, загребское «Динамо» и стал чемпионом сезона 2017/18 и обладателем Кубка Хорватии.
Летом «Динамо» боролось за попадание в групповой этап Лиги чемпионов, но вылетело в последнем раунде квалификации. Команда заняла первое место в группе Лиги Европы с «Фенербахче», «Андерлехтом» и «Спартаком» (Трнава). Таким образом, «Динамо» впервые за 50 лет вышло в плей-офф еврокубка. В 1/16 финала команда Белицы обыграла «Викторию» (Пльзень), но вылетела в 1/8 финала против «Бенфики» (Лиссабон). Исторический сезон также запомнился победой в чемпионате с отрывом в 25 очков.
Летом 2019 года чемпионы Хорватии наконец-то вышли в групповой этап Лиги чемпионов, где встретились с «Манчестер Сити», «Аталантой» и «Шахтёром» (Донецк). Несмотря на разгромную победу 4:0 в первом матче против «Аталанты», «Динамо» было в своей группе лишь четвёртым, набрав 5 очков — лучший результат команды в 21 веке. Эра Белицы в «Динамо» закончилась в апреле 2020 года, несмотря на первое место в чемпионате на тот момент.

### «Осиек»
В сентябре того же года Белица подписал контракт с «Осиеком», который неудачно начал сезон. Под руководством Белицы команда закончила сезон 2020/21 на втором месте, побив несколько клубных рекордов, например, наибольшее количество очков в чемпионате (77) и наименьшее количество пропущенных голов (23). В следующем сезоне Белица с командой снова боролись за чемпионство, но в резульате заняли лишь третье место после слабой концовки. Плохая форма продолжилась и в сезоне 2022/23 — несмотря на победу над принципиальным соперником «Хайдуком» (Сплит), Белица был уволен в августе 2022 года.

### «Трабзонспор»
19 апреля 2023 года Белица был представлен в качестве нового тренера «Трабзонспора». В оставшихся 8 матчах сезона команда выиграла четыре раза и четыре раза проиграла. Белица стал первым тренером турецкой Суперлиги, выигравшим свои первые три домашних матча. «Трабзонспор» впервые в своей истории забивал четыре и более мяча на протяжении трёх игр подряд. Сезон 2023/24 также начался с 4 поражений и 4 побед, в том числе над «Бешикташем». В октябре 2023 года Белица был уволен спустя полгода после начала работы.

### «Унион» (Берлин)
В конце ноября 2023 года Белица сменил Урса Фишера на посту главного тренера берлинского «Униона». На тот момент после 12 туров Бундеслиги 2023/24 команда шла на 17 месте с 7 очками. Кроме того, у клуба была серия из 15 матчей подряд без побед во всех турнирах, включая Бундеслигу, Кубок Германии и Лигу чемпионов.
24 января 2024 года в матче против «Баварии» на «Альянц Арене» получил красную карточку за удар по лицу Лероя Зане. Немецкий футбольный союз также оштрафовал Белицу на 25 тысяч евро и дисквалифицировал на три матча.
Под руководством Белицы «Унион» смог набрать форму и подняться в таблице на 12-е место, однако ближе к концу сезона последовала серия из 6 матчей без побед, и клуб вновь стал бороться за сохранение места в лиге. Белица был уволен 6 мая 2024 года, за 2 тура до конца сезона, после поражения против прямого соперника в борьбе за место в лиге, «Бохума», со счётом 3:4.

### «Динамо» (Загреб)
26 сентября 2024 года во второй раз в карьере возглавил загребское «Динамо».

## Достижения

### Достижения в качестве игрока
Личные достижения
- Футболист года в Хорватии: 2000

### Достижения в качестве тренера
«Вольфсберг»
- Чемпион Региональной лиги Центр: 2009/10
- Чемпион Второй лиги Австрии: 2011/12

«Динамо» (Загреб)
- Чемпион Хорватии (2): 2017/18, 2018/19
- Обладатель Кубка Хорватии: 2017/18
- Обладатель Суперкубка Хорватии: 2019

## Тренерская статистика
| Кернтен         | 15 сентября 2007 | 29 января 2009  | 41  | 17  | 11  | 13  | 041,46 |
| Лустенау 07     | 19 марта 2009    | 11 декабря 2009 | 31  | 12  | 8   | 11  | 038,71 |
| Вольфсберг      | 10 мая 2010      | 17 июня 2013    | 124 | 56  | 29  | 39  | 045,16 |
| Аустрия (Вена)  | 17 июня 2013     | 16 февраля 2014 | 35  | 12  | 10  | 13  | 034,29 |
| Специя          | 22 июня 2014     | 21 ноября 2015  | 61  | 25  | 18  | 18  | 040,98 |
| Лех             | 30 августа 2016  | 10 мая 2018     | 78  | 41  | 21  | 16  | 052,56 |
| Динамо (Загреб) | 15 мая 2018      | 16 апреля 2020  | 99  | 71  | 15  | 13  | 071,72 |
| Осиек           | 5 сентября 2020  | 29 августа 2022 | 87  | 49  | 23  | 15  | 056,32 |
| Трабзонспор     | 18 апреля 2023   | 12 октября 2023 | 16  | 8   | 0   | 8   | 050,00 |
| Унион (Берлин)  | 26 ноября 2023   | 6 мая 2024      | 22  | 6   | 6   | 10  | 027,27 |
| Динамо (Загреб) | 26 сентября 2024 | 29 декабря 2024 | 16  | 6   | 6   | 4   | 037,50 |
| Всего           | Всего            | Всего           | 610 | 303 | 147 | 160 | 049,67 |